# 런처원

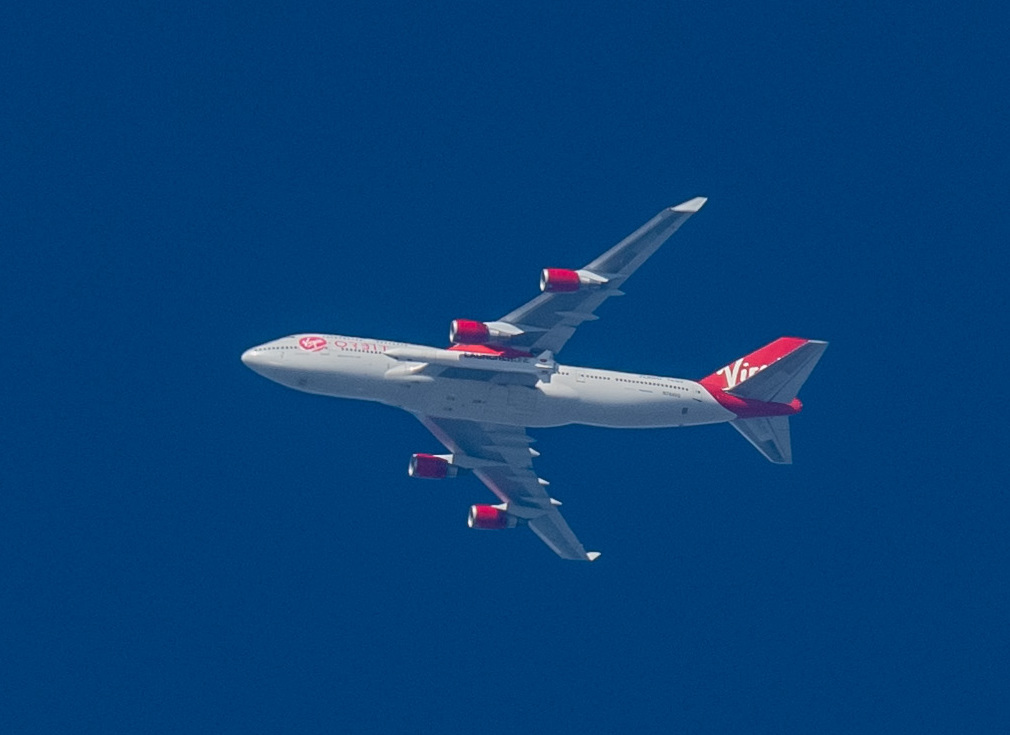
비행기에 장착된 런처원 로켓

런처원(LauncherOne)은 버진 오빗이 개발한 공중 발사 우주 발사체이다.

## 역사
런처원은 나로호, 누리호와 같은 액체연료(등유/액체산소)를 사용하는 2단 로켓으로, 무게는 30톤이다. 보잉 747-400 여객기를 개조한 코스믹 걸 비행기에서 공중 발사된다. 무게 500 kg 지구 저궤도 위성을 발사할 수 있다. 2020년 5월 25일 최초 발사했다.
2021년 1월 17일에 두 번째 발사를 했다. 성공적으로 궤도에 도달 한 첫 번째 발사였다. 로켓은 NASA의 Nanosatellites 교육용 발사 임무 (ELaNa 20)를 위해 10 개의 CubeSats을 동시에 발사했다. 코스믹 걸은 18:38 UTC에 캘리포니아의 모하비 공항 및 우주항에서 이륙했다. 항공기는 이륙한 지 한시간이 지난 UTC 19:39에 런처원 로켓을 발사했다. 발사는 고도 10,700m (35,100ft)에서 이루어졌다.
1단 부스터는 뉴튼쓰리 엔진을 사용한다. 액체연료(등유/액체산소)를 사용하며, 추력 30톤이다. 한국의 KRE-030 엔진과 비슷한 추력이다. 2단은 뉴튼포 엔진을 사용한다. 추력 2톤이다. 한국의 KRE-003 엔진과 비슷한 추력이다.

## 발사비용
영국 항공 우주 기업 버진오빗은 공중 발사 우주로켓인 ‘런처원’을 운용하고 있는데 1회 발사 비용은 1,200만 달러(약 133억 원)인 것으로 전해진다. 런처원의 발사 비용이 아틀라스Ⅴ의 평균 발사 비용 대비 약 5.3%에 불과할 정도로 저렴한 셈이다.

## 같이 보기
- 페가수스 로켓